# Mikołaj Firlej Broniewski
Mikołaj Firlej Broniewski (Broniowski) z Dąbrowicy herbu Lewart, (ur. ?, zm. w 1658 r.) – kasztelan chełmski w latach 1653–1657, podkomorzy czernihowski w latach 1644–1653, stolnik czernihowski w latach 1635–1641, komisarz do rozgraniczenia między województwami kijowskim i czernihowskim na sejmie w roku 1638, królewski dworzanin pokojowy w 1641 roku.

## Życiorys
Protegowany królewicza Władysława i Adama Kisiela.
Poseł na sejmy 1640 i 1645 roku. W 1648 roku był elektorem Jana II Kazimierza Wazy z województwa czernihowskiego i powiatu nowogrodzkosiewierskiego. Poseł na sejm koronacyjny 1649 roku, sejm zwyczajny 1654 roku i sejm 1667 roku.
Uczestniczył w latach 1649-1658 w sejmikach chełmskich.
Był synem Andrzeja Broniewskiego Firleja – kasztelana radomskiego i niepołomickiego i Zofii Korycińskiej.
Miał trzech braci; Andrzeja, Jana i Samuela. Jego żona Elżbieta Broniewska Firlej została pochowana ze swoim pasierbem Adrianem, z synem Mikołaja, w kościele w Lublinie.